# Jaszowarman II
Jaszowarman II (ur. ?, zm. 1165) – władca Imperium Khmerskiego w latach 1160–1165.

## Życiorys
W 1160 roku wstąpił na tron po swoim ojcu Dharanindrawarmanie II, który pozostawił mu królestwo w stanie niepokojów wewnętrznych. Pierwotnie tron miał przejąć jego brat Dżajawarman VII, który jednak w obliczu niepokojów udał się na dobrowolne wygnanie.
Na początku swojego panowania okrutnie stłumił bunt khmerskich chłopów uciskanych przez jego poprzedników i dokończył budowę świątyni Banteay Samré.
W 1165 roku pretendent do tronu Tribhuwanaditjawarman zaatakował Angkor Thom i pozyskał poparcie miejscowej arystokracji khmerskiej, dzięki czemu przejął władzę. Jaszowarmanowi z pomocą próbował przyjść przebywający wtedy w Czampie jego brat Dżajawarman VII, który jednak spóźnił się z pomocą. Jaszowarman został zamordowany przez jednego z członków przewrotu.